# Saíd Martínez
Héctor Saíd Martínez Sorto (Tocoa, 7 agosto 1991) è un arbitro di calcio honduregno.

## Carriera arbitrale
È dal 2017 arbitro internazionale di FIFA e CONCACAF, nonché uno degli arbitri della Liga Nacional de Fútbol de Honduras.
Tra gli incontri più significativi che ha arbitrato, ci sono due finali della CONCACAF Gold Cup, nel 2021 e nel 2023; la finale della CONCACAF Nations League 2022-2023 tra Canada e Stati Uniti e la prima partita di Lionel Messi con l'Inter Miami, vinta 2-1 contro il Cruz Azul e valida per la fase a gironi della Leagues Cup 2023.